# 24712 Boltzmann
24712 Boltzmann este un asteroid din centura principală, descoperit pe 12 septembrie 1991, de Freimut Börngen și Lutz Schmadel.